# Evangelische Kirche Neckarsteinach

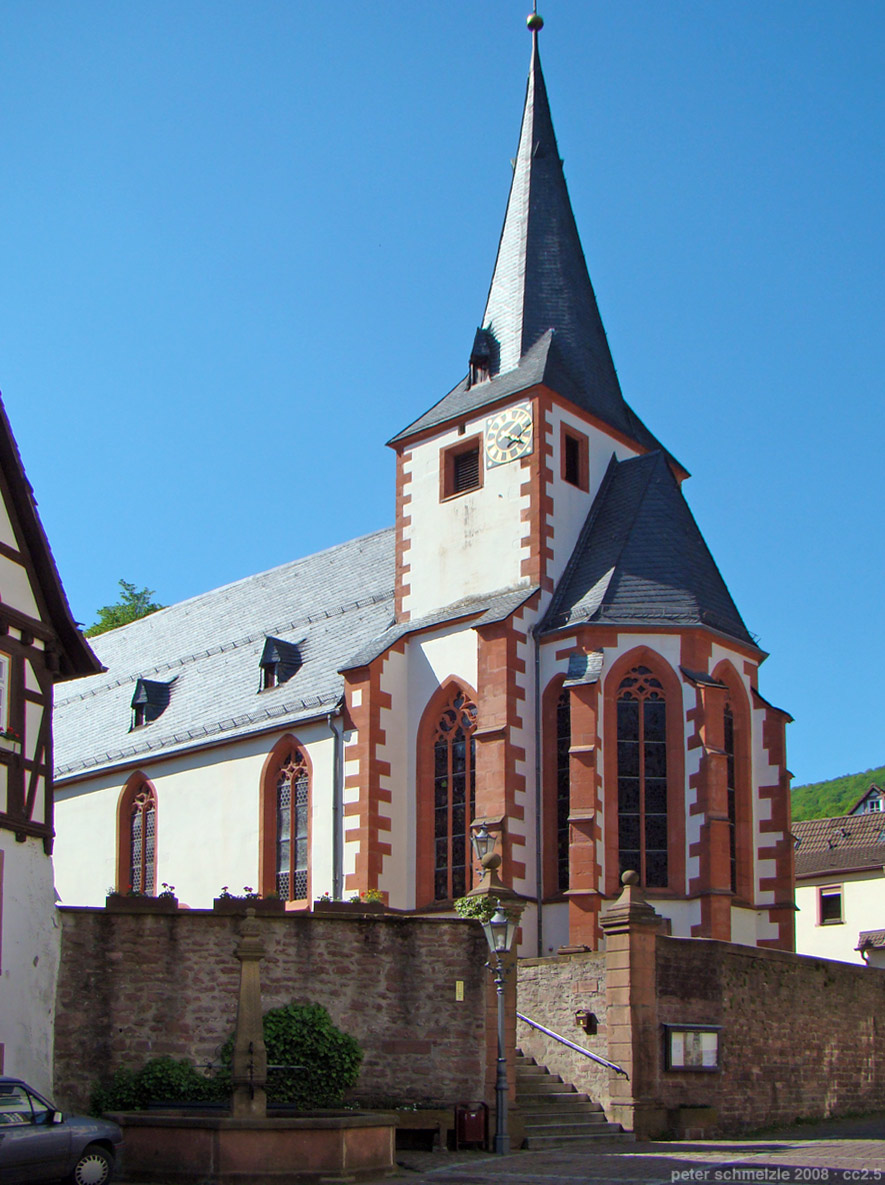
Evangelische Kirche Neckarsteinach

Die Evangelische Kirche Neckarsteinach ist eine spätgotische evangelische Kirche in Neckarsteinach im Landkreis Bergstraße im südlichen Hessen. Die heutige Kirche geht auf die ursprüngliche Kirche des Ortes zurück, wurde 1483 im Stil der Spätgotik neu erbaut und 1777/78 erweitert. Die Kirche wurde von 1662 bis 1908 als Simultankirche für bis zu drei Konfessionen genutzt. In der Kirche sind zahlreiche Epitaphe der Landschad von Steinach erhalten.

## Geschichte

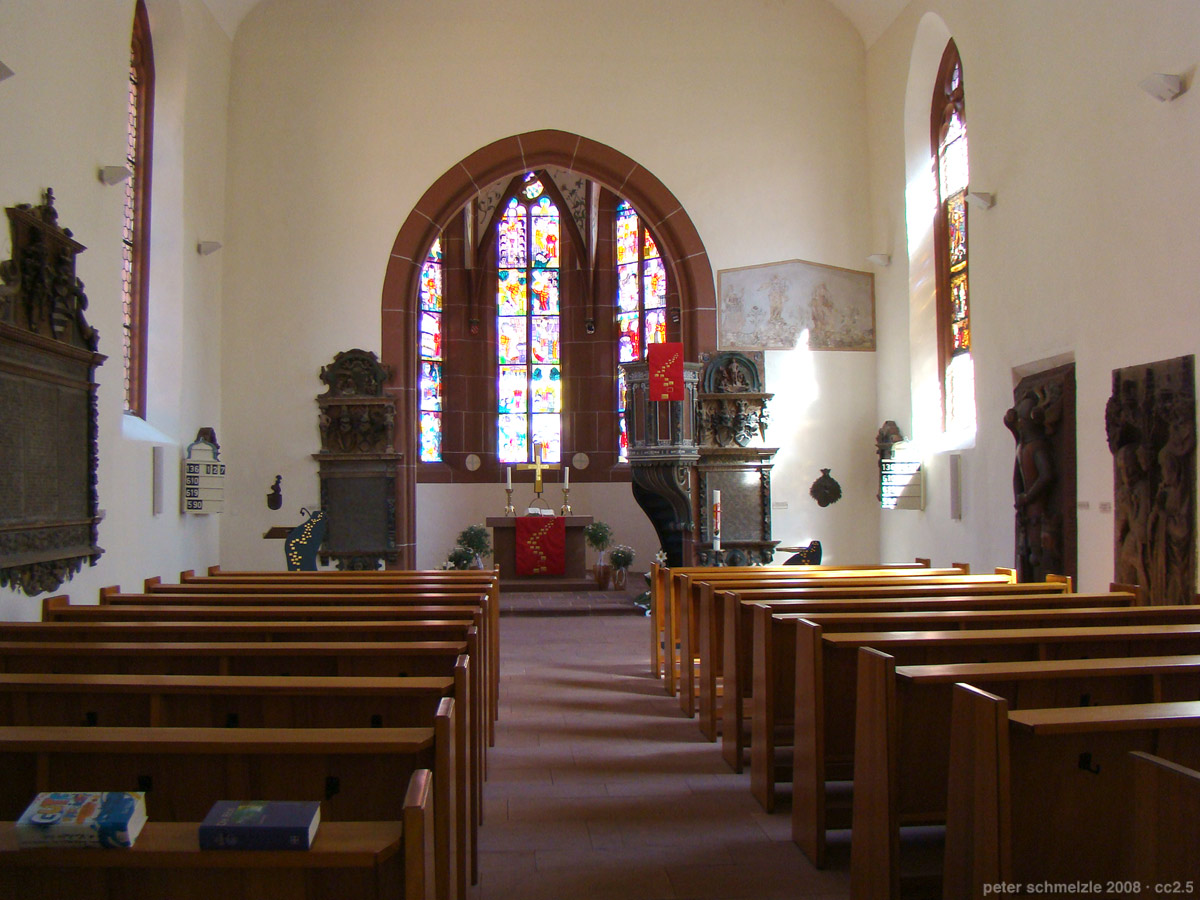
Blick zum Chor

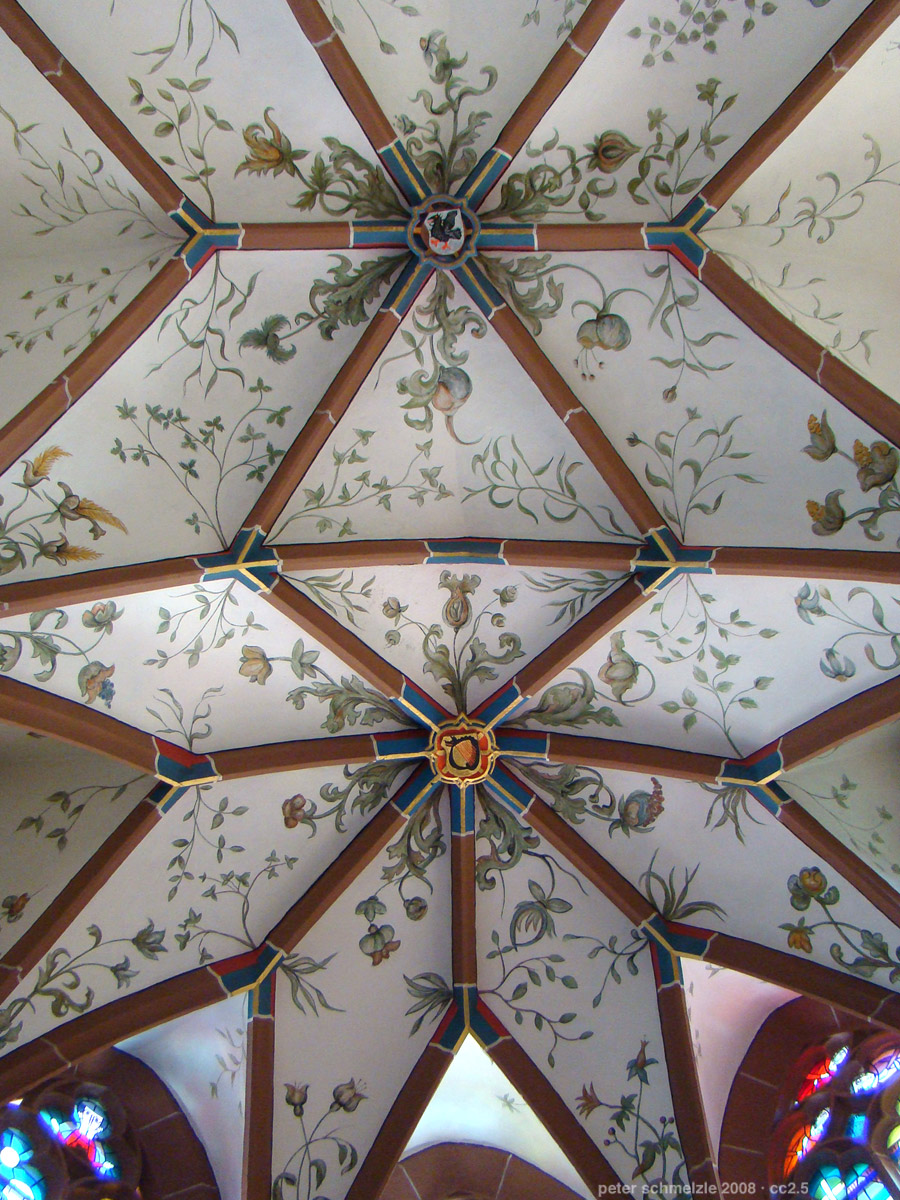
Chorgewölbe, Schlusssteine mit Wappen der Landschad und der von Helmstatt

Die erste Kirche in Neckarsteinach entstammt vermutlich dem 9. oder 10. Jahrhundert. Diese kleine romanische Kirche wurde 1142 im Zusammenhang mit der Gründung des Zisterzienserklosters Schönau erstmals erwähnt. Die Kirche war der hl. Cäcilia geweiht und gehörte zum Stift Wimpfen, das wiederum dem Bistum Worms unterstand. Der Standort der Kirche ist auf einer Anhöhe unterhalb der Neckarsteinacher Vorderburg und markiert (abgesehen vom Burgberg) die höchste Erhebung des Ortes. Um die Kirche befand sich einst der Friedhof, dessen massive Ummauerung auf die Bedeutung der Kirche als Wehrkirche hinweist.
1483 wurde die Kirche durch Blicker XIV. Landschad von Steinach neu erbaut. Die Kirchenpatronin Cäcilia als auch die Zugehörigkeit zum Stift Wimpfen blieben dem Neubau erhalten. Das neue spätgotische Bauwerk war größer als die Vorgängerkirche. Eine Bauinschrift an einem Strebepfeiler an der Südseite der Kirche datiert das Baujahr und nennt den Bauherrn. Die Schlusssteine im Chorgewölbe zeigen das Wappen des Bauherren sowie das seiner Gemahlin Mia von Helmstatt, die auch an der Kirchenmauer begraben sind. Durch den Neubau erhielt die Kirche im Wesentlichen ihre heutige Gestalt. In der neu erbauten Kirche befanden sich im späten 15. Jahrhundert noch fünf Altäre.
Bereits 1493 war mit Jodocus Gallus ein reformfreudiger Pfarrer in Neckarsteinach. Im Jahr 1522 wurde Neckarsteinach durch Hans III. Landschad reformiert, er berief auch den aus dem Breisgau vertriebenen lutherischen Pfarrer Jakob Otter nach Neckarsteinach, der die Reformation vollends vollzog. Um 1550 wurde die Innenausstattung der lutherischen Lehre angepasst, ein neuer Hochaltar wurde aufgestellt und alte Seitenaltäre abgebrochen. An die Herren Landschad von Steinach, die sich vermutlich seit dem Ausbau Neckarsteinachs zur Stadt in der Mitte des 14. Jahrhunderts hier anstelle im Kloster Schönau bestatten ließen, erinnert bis heute eine große Zahl von Grabplatten aus dem 14. bis frühen 17. Jahrhundert in der Kirche.
Nach dem Aussterben der Landschad von Steinach kamen Burg und Ort an den katholischen Wolf Heinrich von Metternich, der den Zuzug von Katholiken nach dem Dreißigjährigen Krieg förderte und die Kirche ab 1662 als Simultankirche für Protestanten und Katholiken nutzen ließ. 1682 wurde die Kanzel rechts des Triumphbogens errichtet. Nachdem 1685 noch zahlreiche Hugenotten zugezogen waren, diente die Kirche sogar drei Konfessionen, was immer wieder Anlass zu Streitigkeiten gab. Insbesondere die Katholiken beschafften kunstvolle barocke Ausstattungsgegenstände wie Seitenaltäre und Figuren. Die reformierte Gemeinde scheiterte um 1719 mit Plänen zum Bau einer eigenen Kirche. 1723 wurde der evangelische Hochaltar von den Katholiken zerstört. Auch über das Aussterben des Hauses Metternich im Jahr 1753 und den Übergang Neckarsteinachs an Hessen 1803 hinaus blieb die Kirche weiterhin Simultaneum.
1772 wurde ein baufälliges Beinhaus bei der Kirche abgerissen. 1777 war durch die gewachsene Einwohnerzahl der Stadt eine Vergrößerung der Kirche nötig. Das Kirchenschiff wurde nach Westen erweitert und der Dachstuhl erneuert. Das alte gotische Eingangsportal wurde in den neuen Westgiebel versetzt und dient seitdem als Zugang zur Empore, wohingegen als Eingang zum Kirchenraum ein neues Barockportal erbaut wurde. Die Hugenotten beteiligten sich nicht an den Baukosten und mussten ihre Gottesdienste künftig zunächst in einem Privathaus, später bis zur Evangelischen Union 1821 im Rathaus abhalten.
1908 wurde schließlich in unmittelbarer Nachbarschaft eine katholische Kirche neu erbaut. Den Hauptaltar für dieses neobarocke Bauwerk erwarben die Katholiken in Mainz-Gonsenheim aus der dortigen Kirche St. Stephan, die zwei ehemaligen Seitenaltäre der Neckarsteinacher Kirche, geweiht der Muttergottes (1771) und dem Hl. Josef (1779), eine große Strahlenmonstranz und ein Holzbildwerk des Hl. Nepomuk nahmen die Katholiken beim Umzug mit. Der Auszug der Katholiken schuf die Möglichkeit zu einer Restaurierung der Kirche, bei der auch das Grabmal des Stifters und seiner Gemahlin in das Kircheninnere versetzt wurde.
1936 wurden Fragmente von historischen Glasfenstern des Chores von 1483 an das Hessische Landesmuseum in Darmstadt verkauft. 1958 erhielt der Chor neue Glasfenster mit modernen Motiven von Hans-Joachim Burgert. 1961 und 2002 bis 2004 wurde die Kirche erneut umfassend renoviert.
Die Kirchengemeinde gehört zum Dekanat Odenwald der Propstei Starkenburg der Evangelischen Kirche in Hessen und Nassau.

## Beschreibung

### Kirchenfenster
Zu den bedeutenden Kunstschätzen der Kirche zählt die Replik der Fenstermotive von 1483 mit Darstellungen des hl. Georg, des Pfalzgrafen Philipp des Aufrichtigen, Ottos von Hirschhorn mit Margarete von Handschuhsheim und der Muttergottes. Die Originalfenster befinden sich seit 1936 im Hessischen Landesmuseum in Darmstadt, das die modernen Fenster im Chor 1958 gestiftet hat.

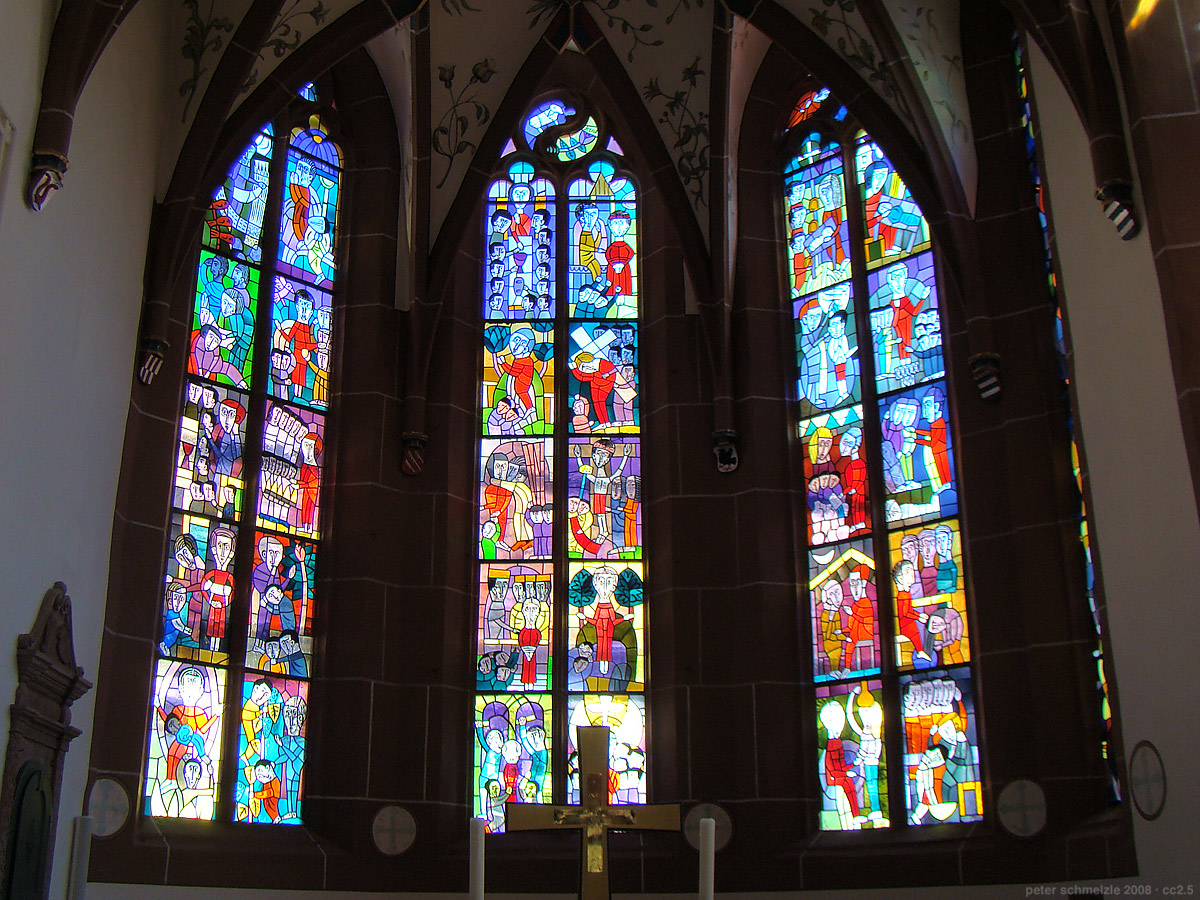
Chorfenster von 1958
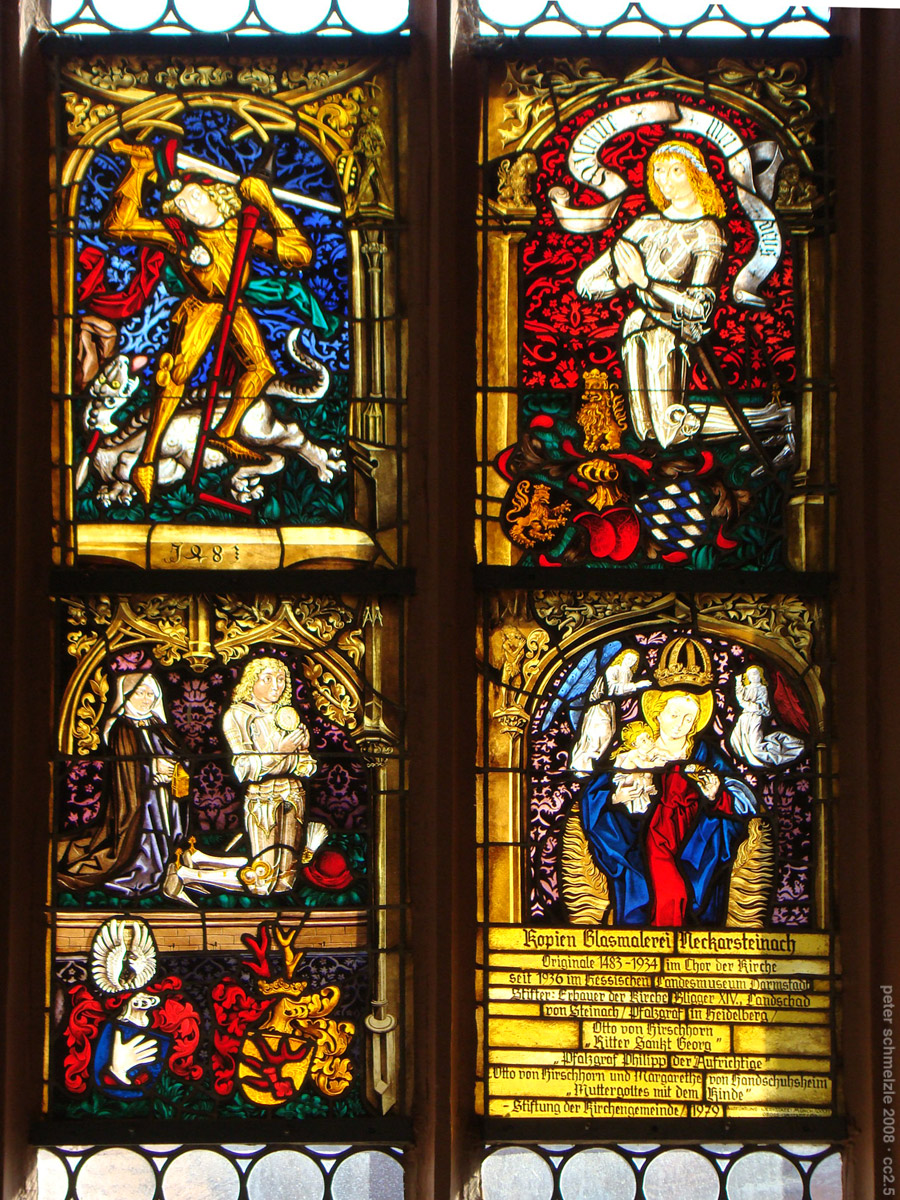
Replik der Fenster von 1483

### Landschad-Epitaphe
Das älteste Epitaph zeigt Ulrich V. Landschad von Steinach († 1369) und gilt als eines der frühesten figürlichen Grabmäler am Oberrhein. Der Ritter ist in voller Rüstung dargestellt, sein Haupt ruht auf einem von Engeln gehaltenen Kissen. Zu seinen Füßen ist das Harfenwappen und der als Helmzier des Wappens verwendete gekrönte Davidskopf zu sehen. Das Grabmal ist in seiner originalgetreuen Farbigkeit erhalten. Nicht minder farbig ist das Grabmal für Hennel Landschad († 1377) und seine Gemahlin Mia von Sickingen. Das Sandstein-Grabmal für Blicker XIV. Landschad von Steinach und seine Ehefrau Mia von Helmstatt ist bereits stark verwittert, da es jahrhundertelang an der Außenmauer der Kirche stand und erst bei der Renovierung 1906 ins Innere versetzt wurde. Weitere Gedenktafeln stammen überwiegend aus dem 16. Jahrhundert, besonders erwähnenswert ist die des Reformators Hans III. Landschad von Steinach, die von dessen Enkel Hans Ulrich I. († 1619) in gereimter Form betextet wurde.

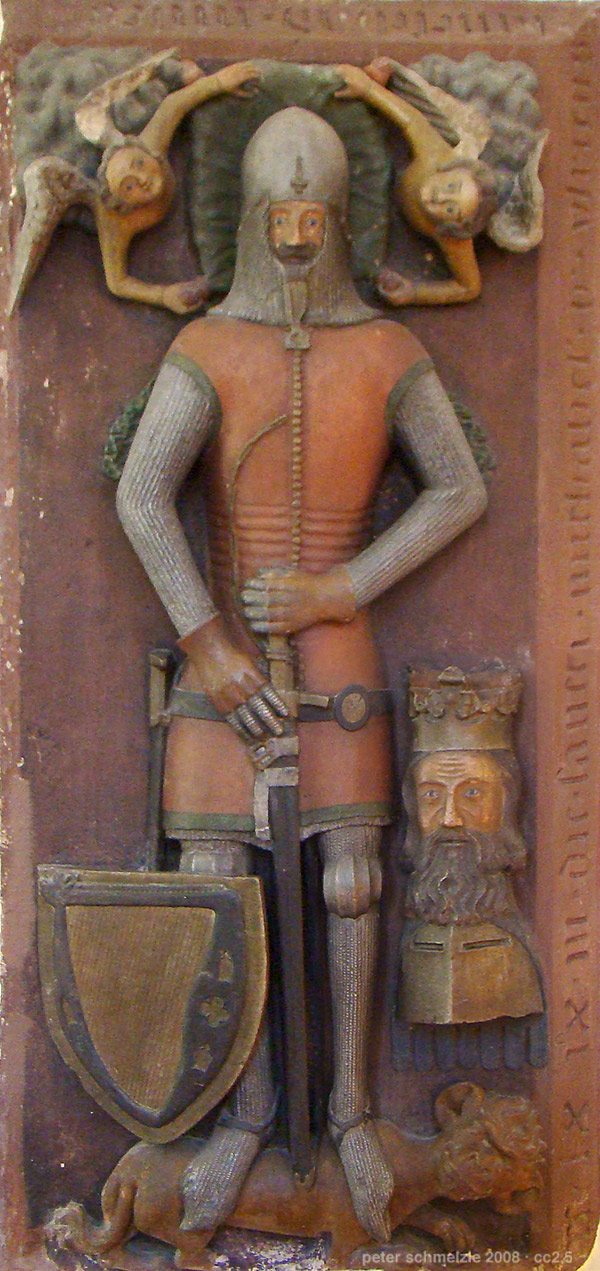
Ulrich V. Landschad von Steinach († 1369)
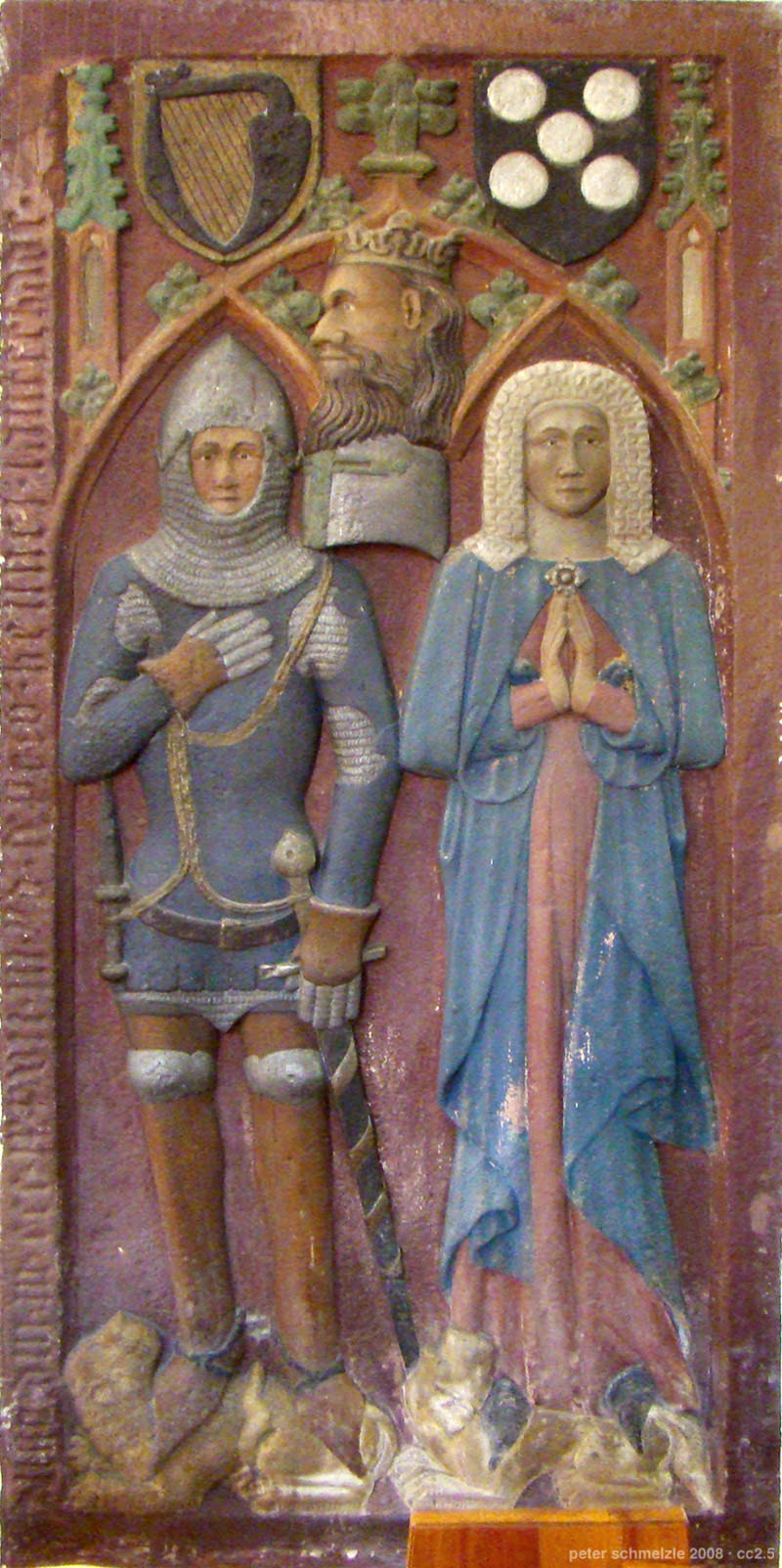
Hennel Landschad von Steinach († 1377)
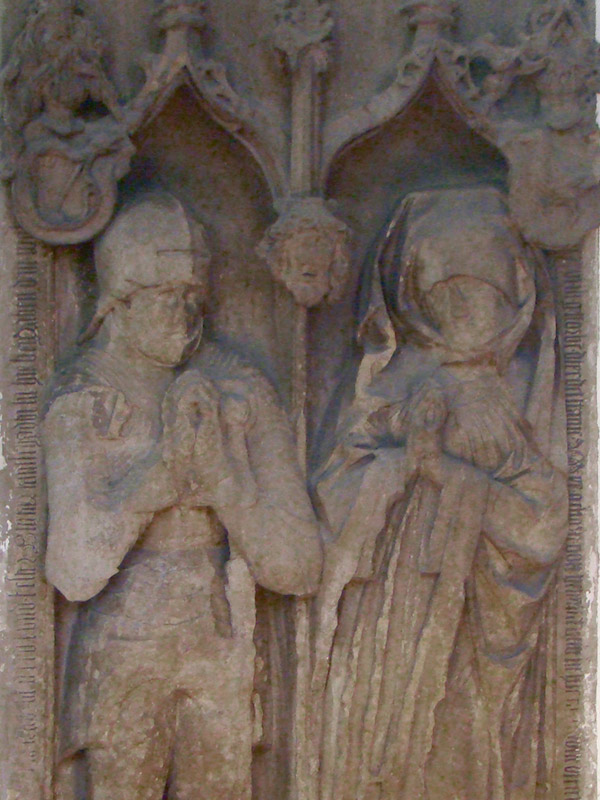
Blicker XIV. Landschad von Steinach († 1499)
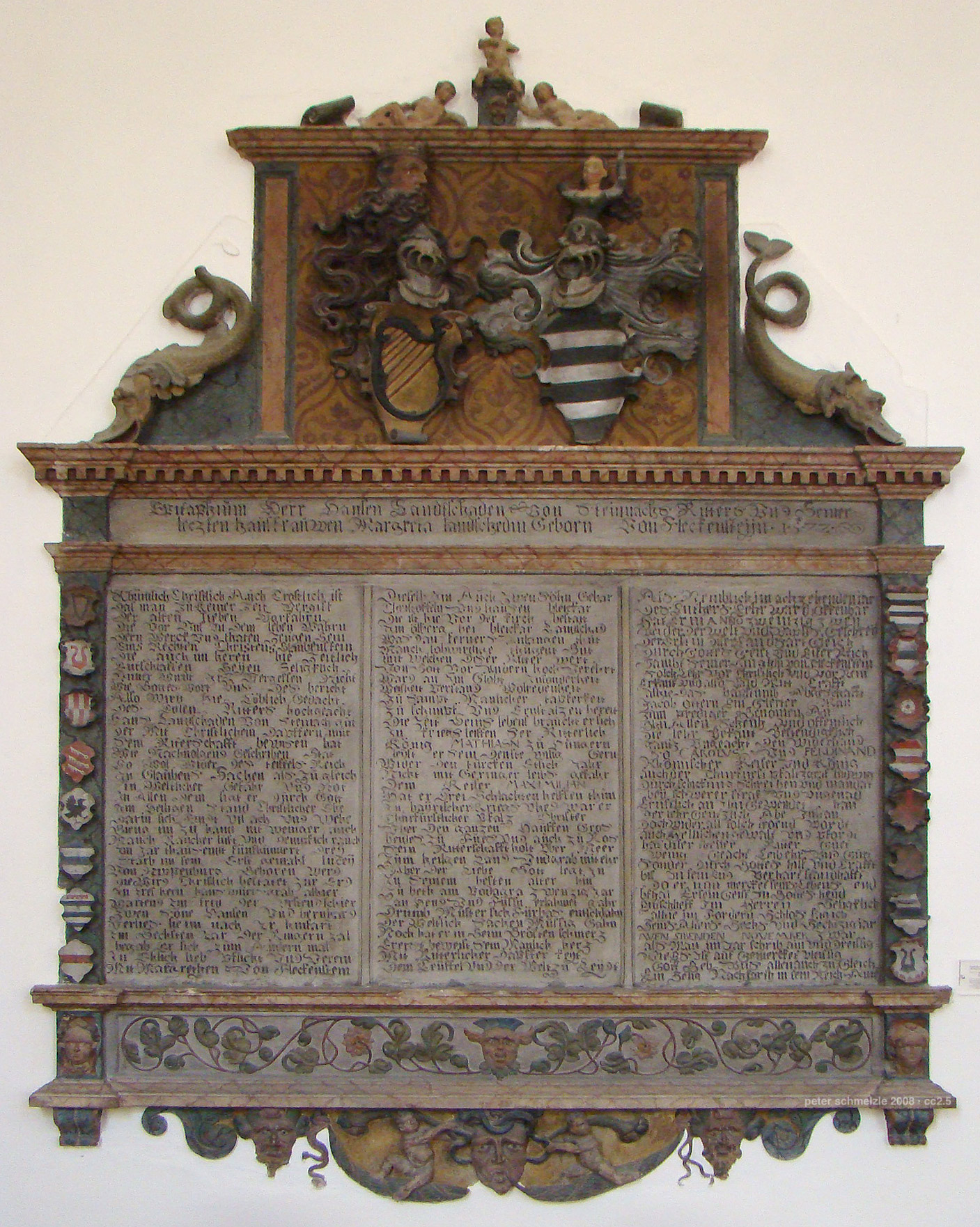
Hans III. Landschad von Steinach († 1531)
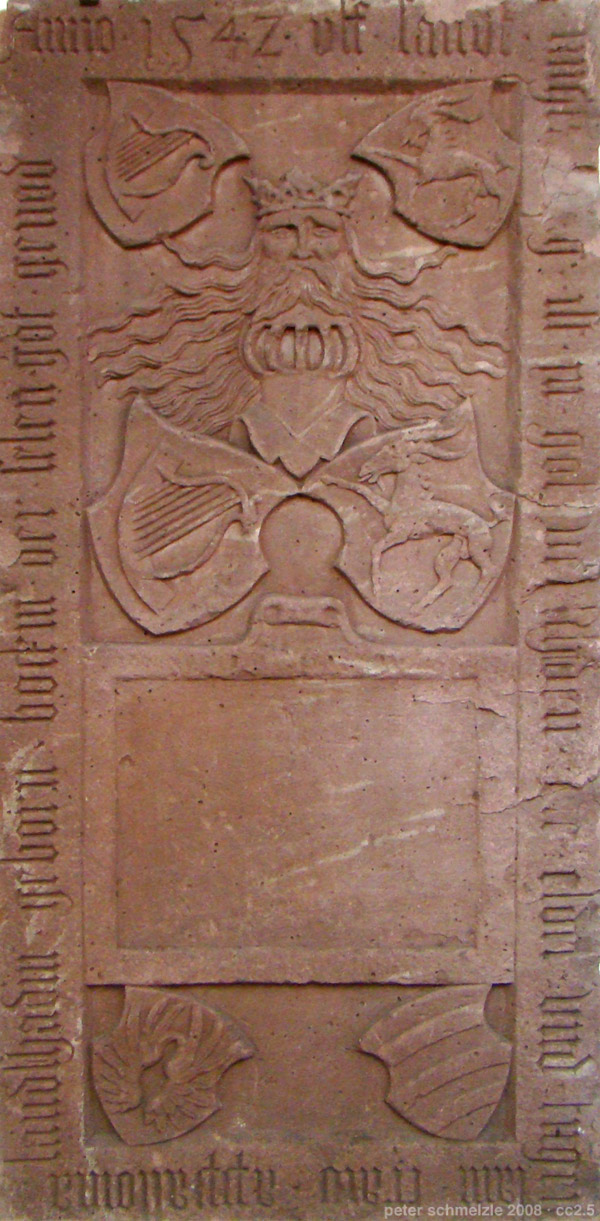
Appolonia, geb. Bock von Gerstheim († 1542)
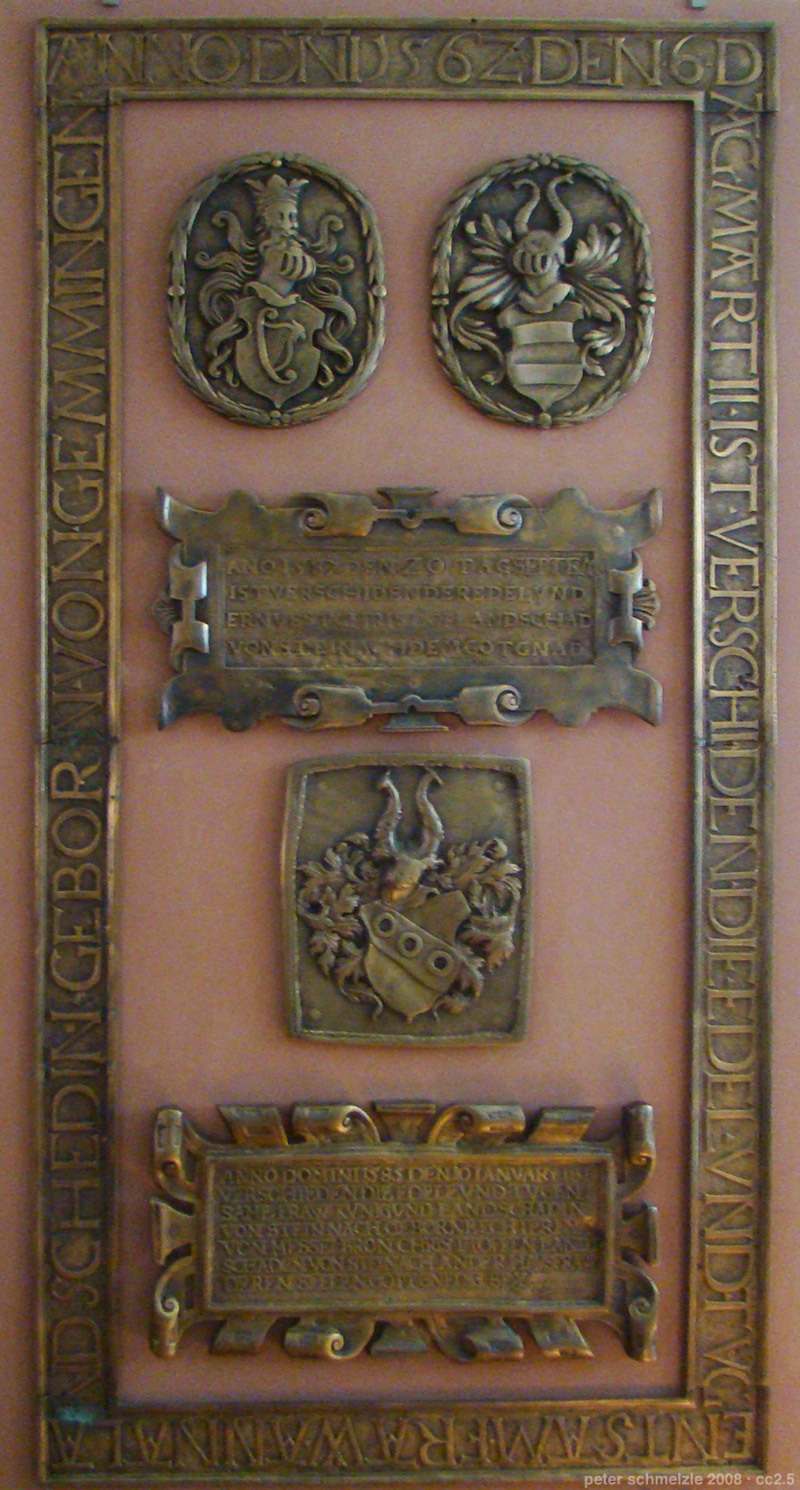
Christoph II. Landschad von Steinach († 1582)
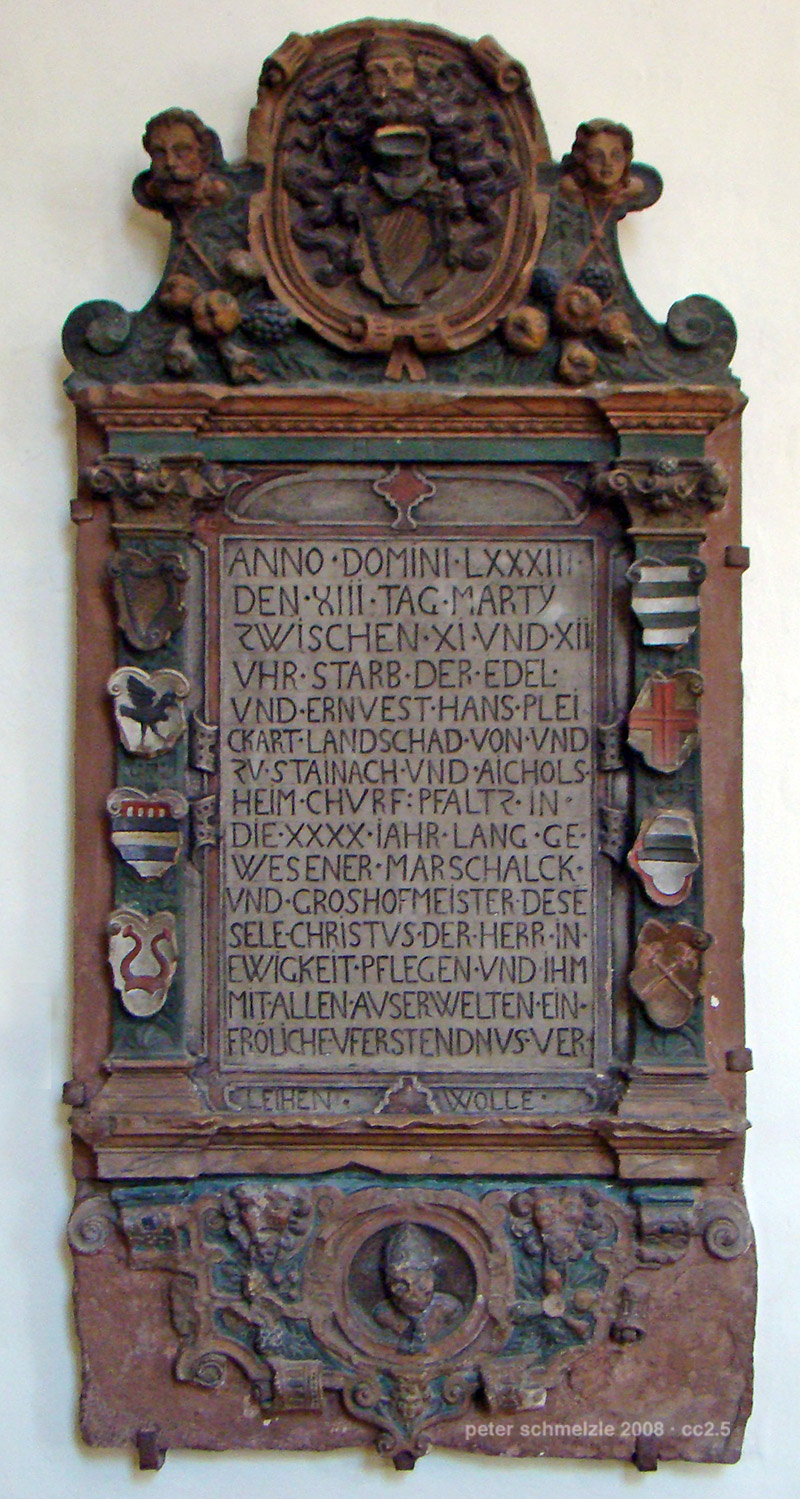
Hans Pleickard I. Landschad von Steinach († 1583)
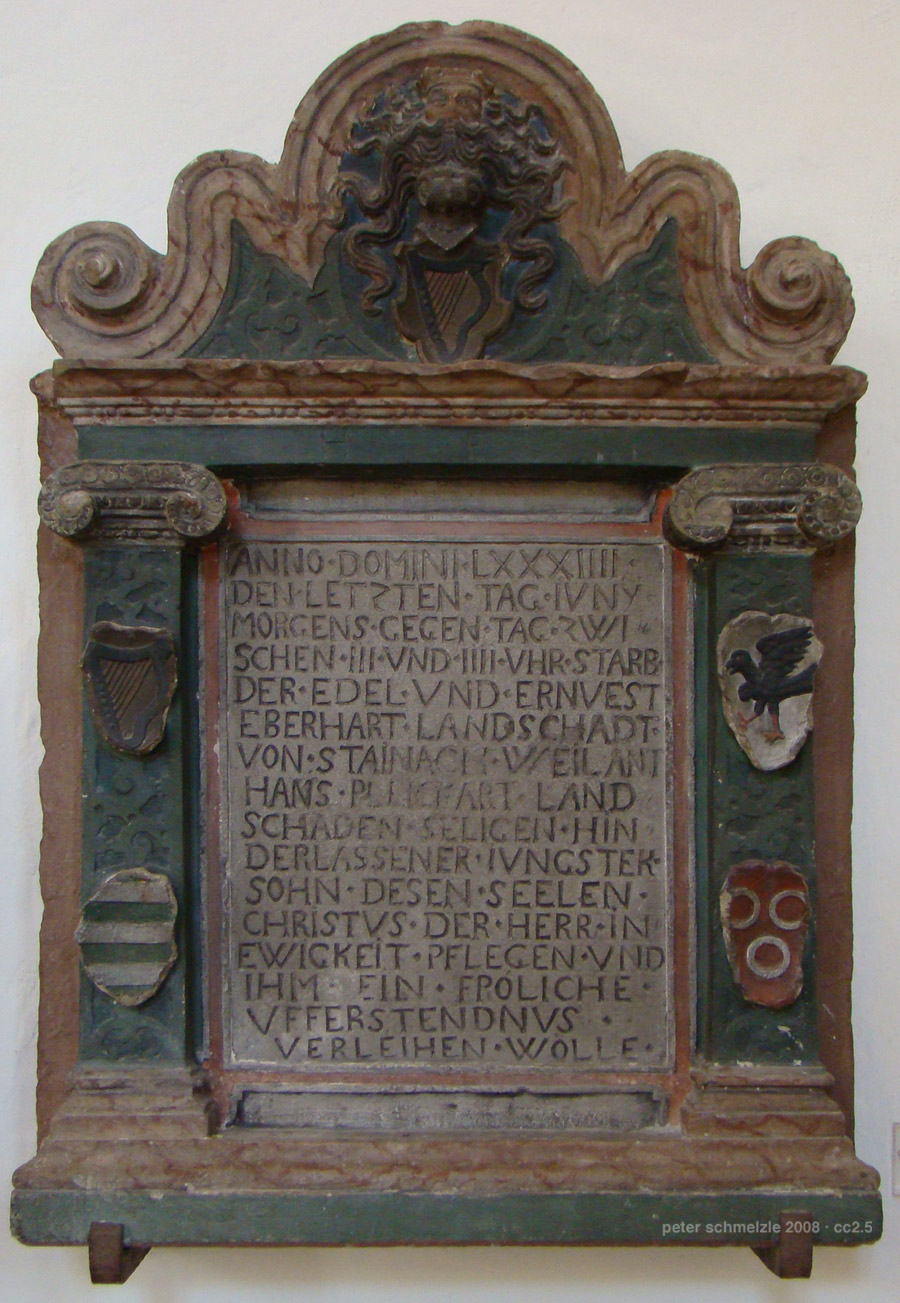
Eberhard II. Landschad von Steinach († 1584)
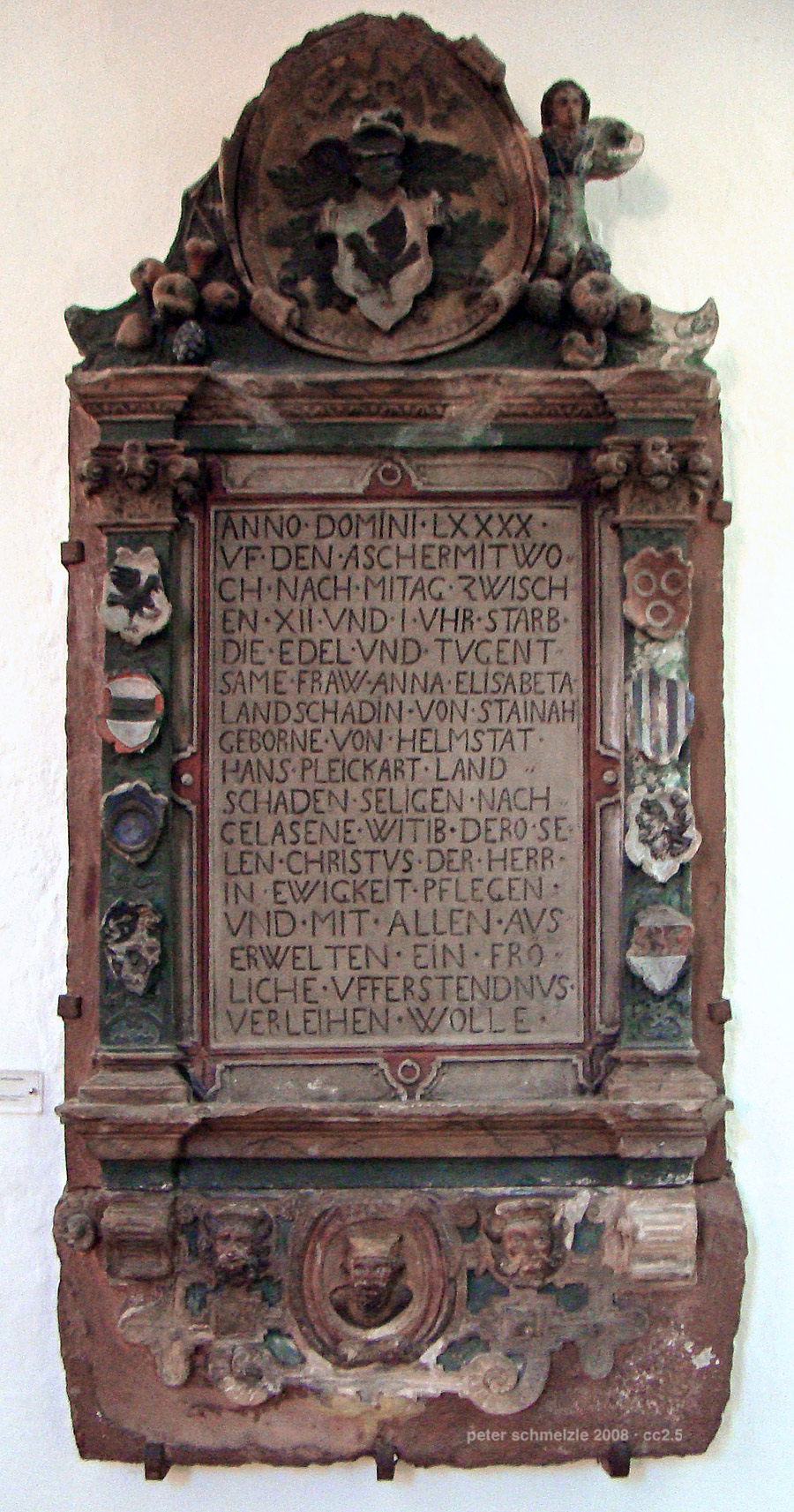
Anna Elisabeth, geb. von Helmstatt († 1590)
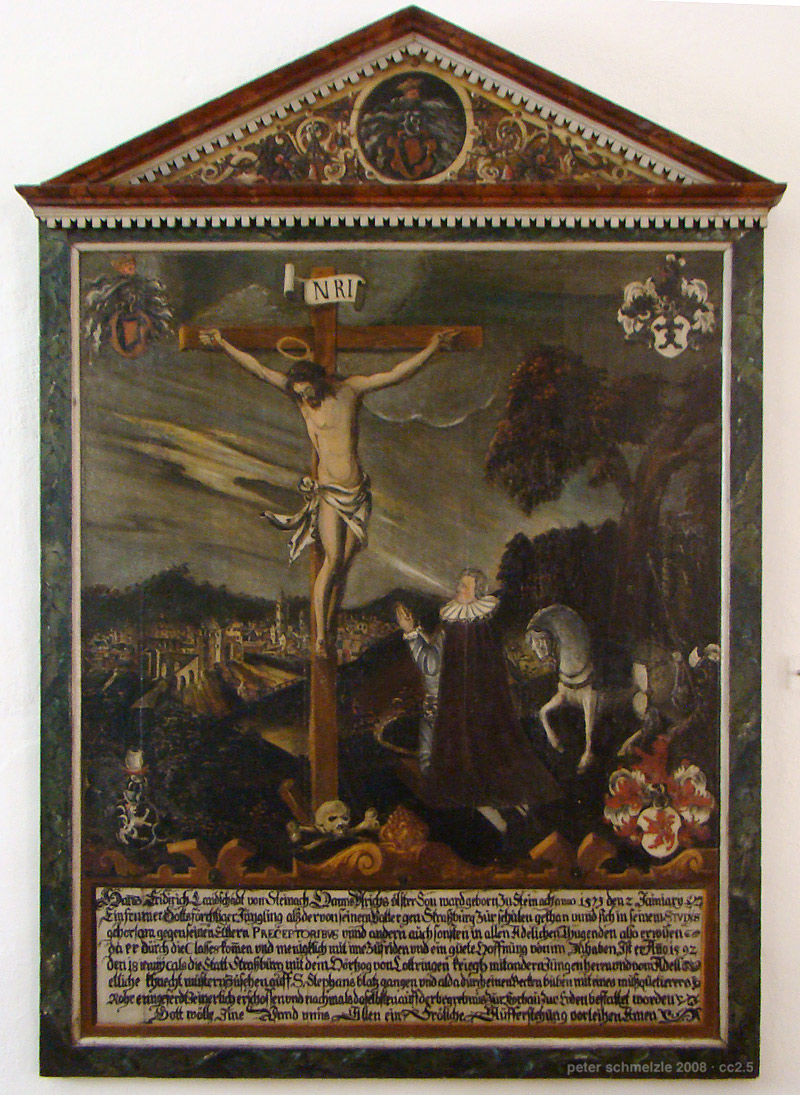
Hans Friedrich Landschad von Steinach († 1592)
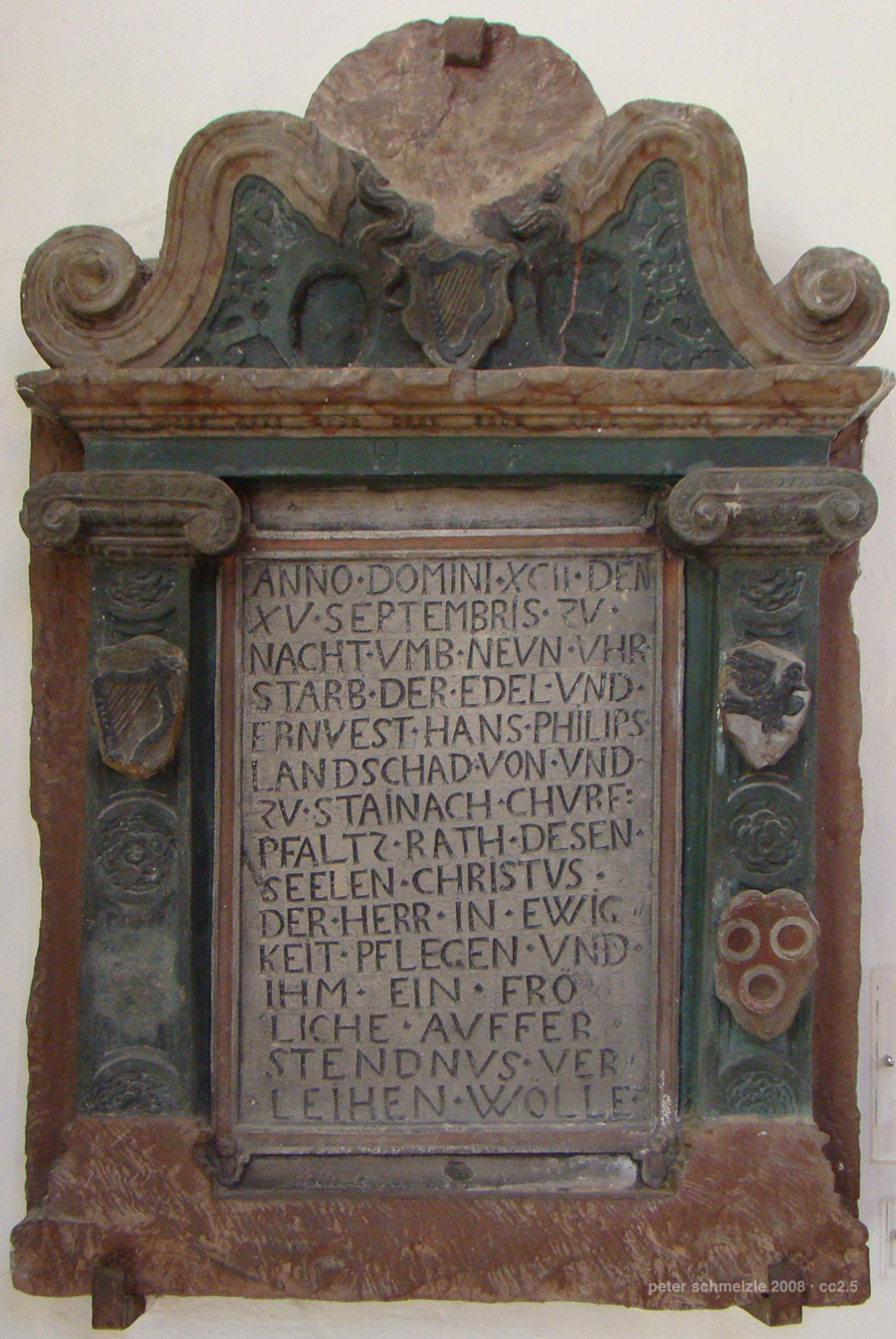
Hans Philipp Landschad von Steinach († 1592)
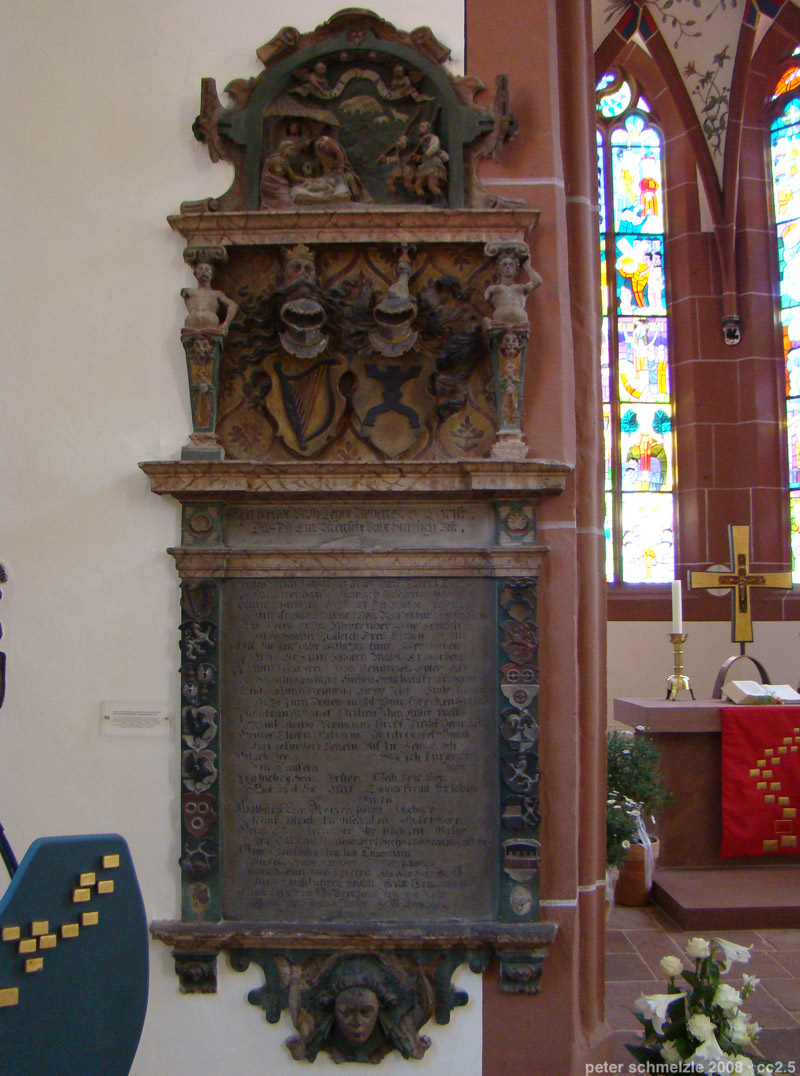
Hans Ulrich Landschad von Steinach († 1619)

### Glocken
Die Kirche hat drei historische Glocken. Die kleinste (69 cm Höhe) wurde 1498 gegossen, die mittlere Totenglocke (71 cm Höhe) stammt aus dem 13. oder 14. Jahrhundert und die größte (82 cm Höhe) stammt von 1556.